# Kabosu
Citrus sphaerocarpa
Espèce
Classification phylogénétique
Le kabosu, Citrus sphaerocarpa, (en japonais : カボス ou 臭橙) est un agrume japonais aromatique de la préfecture d'Ōita et marginalement de la préfecture de Miyazaki. Il est utilisé comme condiment.
Le fruit est récolté vert en fin d'été avec la pleine saison en septembre, puis légèrement jaune en octobre et novembre  pour son jus acide et son gout marqué. Il s'agit d'un agrume de jours longs. Kabosu désigne en français à la fois, la plante et le fruit.

## Dénomination
Le kabosu (et Aka Kabosu) est classé par le Genetic and Genomic Information System GnpIS comme l'espèce Citrus sphaerocarpa Tanaka sur la base de travaux japonais. L'Université de California  Riverside Citrus Variety Collection le classe dans un sous-genre : Citrus subgenus Papeda and hybrid par ailleurs « pas clairement regroupé ».
Il est aussi nommé nioidaidai désignant une orange amère (qu'il n'est pas) très parfumée (de nioi におい), et kohahasu (vinaigre = jus acide très parfumé).
Dans les langues occidentales le mot « kabusu » est longtemps utilisé : il serait  mentionné dans le Nippo Jisho, puis dans diverses publications en anglais, allemand, on le trouve encore dans des ouvrages spécialisés en 1967, 1982. En 1980 le Bulletin de la  Faculté d'Agriculture de Shizuoka emploie le mot kabosu, qui est immédiatement repris par toutes les publications en langue anglaise et dans les congrès scientifiques.

## Historique

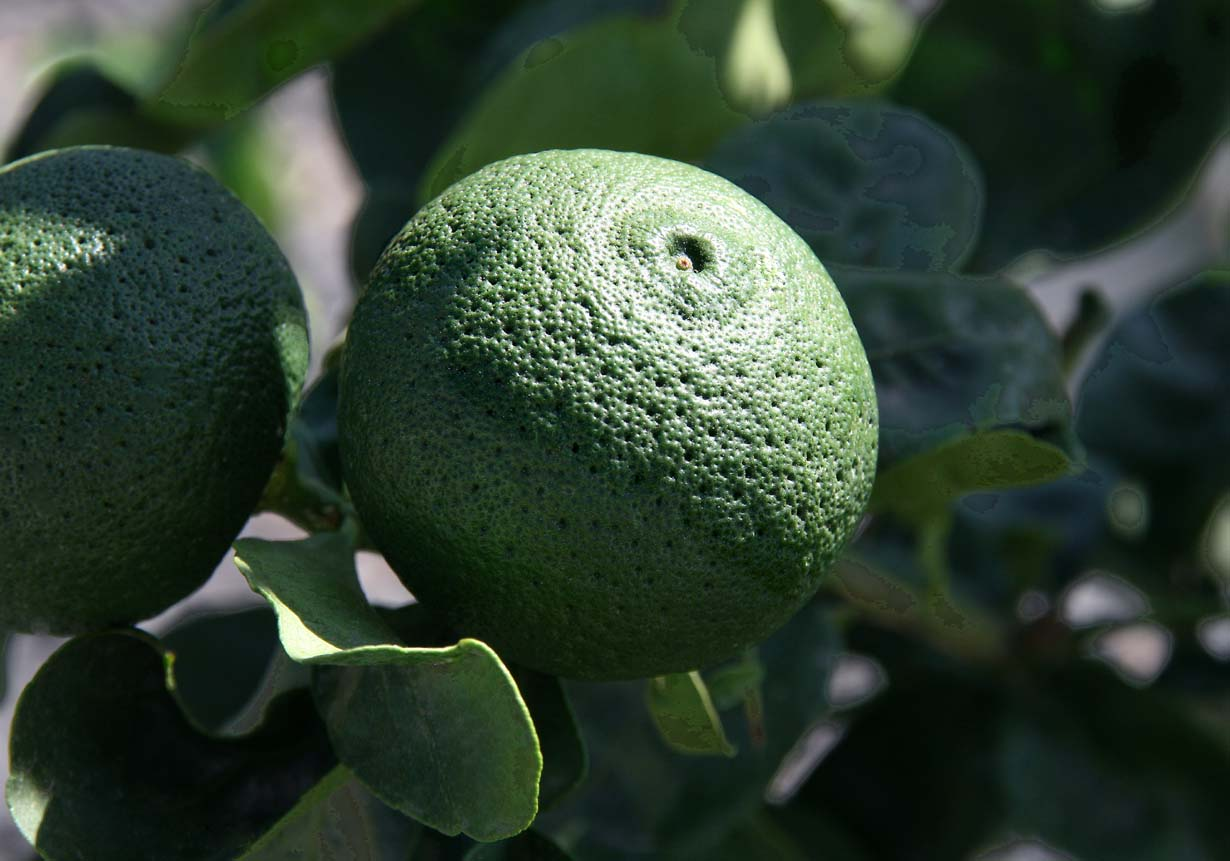
Kabosu fin aout, juteux et bon à récolter

D'après le site de la préfecture d'Ōita, le kabosu aurait été cultivé comme médicament dans les villes de Taketa quartier d'Usuki par un médecin qui avait trouvé la graine à  Kyoto au XVIIIe siècle, il subsisterait de très vieux arbres âgés de 200 ans.
Ce fruit devint populaire après son importation de Chine vers l'époque d'Edo.

### Phylogénie
Tanaka avait noté (1954) la proximité des aromes de Sudachi et Kabosu évoquant celui du Yuzu, le sudachi étant le plus puissant et le plus frais, kabosu plus doux. La génomique a confirmé cette position centrale du kabosu à distance égale des trois pôles ancestraux (lime/cédrat - pamplemousse - mandarine) et proche du sudachi, du yuzu, et du shikuwasa.

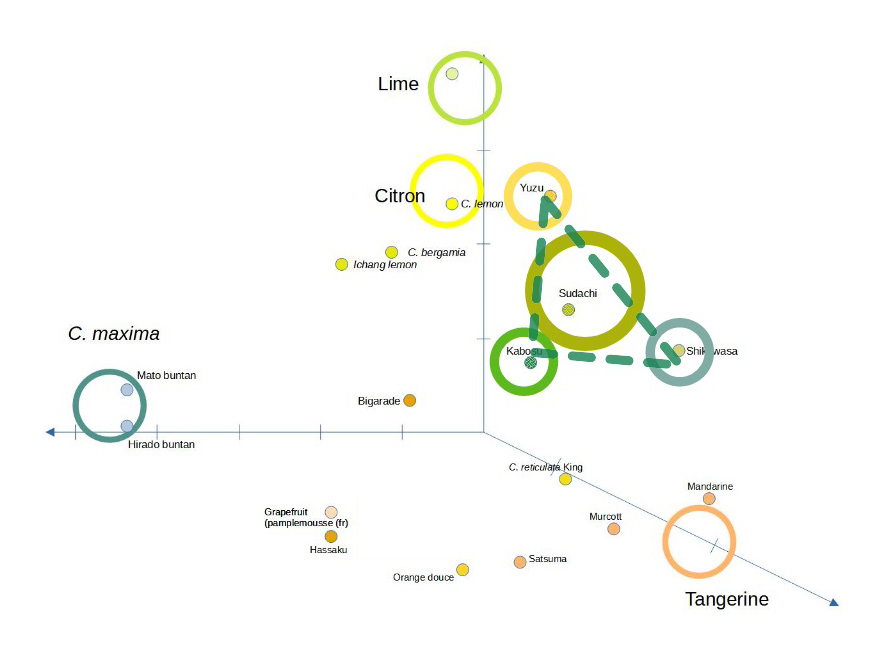
Distances génétiques des principaux agrumes japonais - T. Shimizu et al. 2016.

T. Shimuzu et al. démontrent (2016) que Yuzu a servi de parent à 10 cultivars (Sudachi, Kourai tachibana, citron Ichang, Jabon, Hanayu, Jabara, Mochiyu, Kabosu, Henka mikan et Kizu), parmi lesquels 5 étaient des hybrides avec Kunenbo. Ce Kunenbo (C. nobilis Lour. var. kunep Tanaka) très anciennement présent au Japon est parent direct 16 cultivars (Satsuma, Yatsushiro, Kawabata, Unzoki, Kabuchi, Keraji, Jabara, Mochiyu, Kabosu, Henka Mikan), et parent indirect de 7 cultivars (Yamabuki, Iyo, URSS tangelo, Shunkokan, Sanbokan, Andokan et Yuukunibu). Les auteurs (2022) rapprochent Kabosu et Mochiyu, et supposent qu'ils résultent de semis suite à une hybridation de Kenenbo x Yuzu cultivés à proximité.

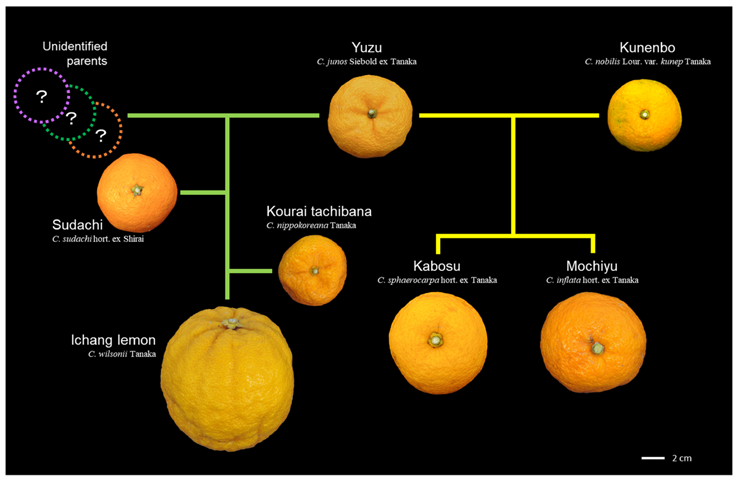
Kabosu et Mochiyu (C. inflata) sont deux agrumes acides résultant d'une hybridation de Yuzu et de la mandarine Kunenbo (Shimuzu 2022).

## Description
L'arbre est de petite taille, épineux, sa croissance et sa mise à fruit sont lentes. Le fruit  a un diamètre d'environ 7 cm et d'un poids de 90 à 120 g lors de sa récolte récolte en vert il peut atteindre 140 g en jaune.

### Culture
La récolte du fruit se fait en vert de mi-août à octobre, période pendant laquelle le zeste contient le maximum d'huile essentielle. Il existe à Usuki une spécialité de kabosu récoltée jaune, à maturité en novembre.
La production japonaise est de 5 968 t en 2020 (600 t en 2010) majoritairement transformée en jus. Hors du Japon, la production est confidentielle, y compris au Brésil où il est signalé « extrêmement rare ». Pourtant le fruit frais a une puissance aromatique rare et son jus abondant est d'une acidité typée, il mériterait d'être mieux connu hors du Japon.
Le 26 mai 2017 le kabosu d'Oïta bénéficie d'une Indication Géographique protégée (n°33).

### Cultivars
En 2002 une amplification aléatoire d'ADN polymorphe (RAPD) d'un vaste échantillon d'agrumes acides japonais fait apparaitre 2 cultivar proches de 'Kabosu', 'Kabosu' proprement dit et 'Aka-kabosu'. Rahman et al. (2001) voient 'Aka-Kabosu' comme une mutation de kabosu, la seule différence entre eux est la couleur de la pulpe. Aka kabosu au une pulpe rouge, kabosu une pulpe jaunâtre claire. Ces auteurs établissement un dendrogramme dans lequel Kabosu et Aka-kabosu appartiennent à un clade composé de (par ordre de proximité décroissante) Mochiyu - Kiyooka daïdaï, Naoshichi, Jabara, Kinosu-Kizu. Sudachi et Yuzu sont dans un clade proche.
Depuis 2021, Oita développe des cultivars sans graines et avec un bon rendement en jus à partir des 4 variétés traditionnelles (dont 'Oita n°1' et 'Kami no Kawa'). En 2018 大分果研（かけん６号 (Ōita hate-ken (kaken) 6-gō) 'Oita Kaken n°6' a été protégée avec une mise en culture prévue pour 2028, il s'agit une obtention triploïde (sans graines, rendement en jus 23 %) à partir d'une hybridation naturelle . 'Oita Kaken n°4' (2013) est spécialement de texture gélatineuse et au gout douceâtre récolte jaune

## Utilisation: cuisine, boissons, parfum

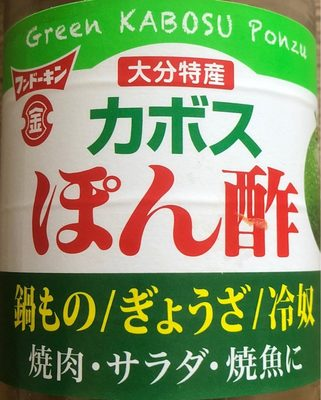
Ponzu au jus de kabosu vert

### Kabosu vert
Le kabosu fait partie des agrumes verts de jours longs au même titre que le yuzu vert, les sudachi, naositchi, hebesu, etc. et que les limes et citron vert, shikuwasa et calamondin tropicaux, leur usage culinaire est comparable. À noter, au Japon, une petite production de limandes d'élevage nourries de pulpe de kabosu ; kabosu-buri qui donne à la chair une note d'agrume et évite l'odeur de poisson.
Le jus, qui peut être en conserve, est utilisé directement comme condiment sur le poisson grillé, le sashimi ou le pot-au-feu, les champignons, dans la préparation de sauces ponzu, de gâteaux secs, des sorbets et crèmes glacées. Heston Blumenthal en fait une gelée sucrée servie sous son parfait au lait.
Le jus aromatise des bières, des sodas, et des cocktails. Le Kabosu Mojito (gin, jus de kabosu) a obtenu un premier prix 2014 au concours annuel des cocktails au jus de kabosu de Oita.
Un parfum d'ambiance à base de kabosu est produit à Ōita.

### Kabosu jaune
黃かぼす (kikabosu) est récent en japonais (kabosu jaune). La diffusion du fruit mûr dans la grande distribution est nouvelle (2023), il est promu comme jus pour accompagner le riz, les ponzu, etc.. La région de Chichibu développe depuis 2019 une production de kabosu jaune en décembre avec une utilisation est condimentaire et en confiserie. Auparavant les fruits mûrs étaient détruits. Le gout du fruit mûr est moins acide et qualifié de まろやか (maroyaka) suave, doux au palais. En 2023, à Yufu on a vu apparaitre une huile essentielle de kabosu jaune comme parfum, et le kabosu jaune comme aromate d'une soupe de porc.

## Huile essentielle
Le limonène et le myrcène représentent les proportions majeures (70,5 % et 20 %) parmi les hydrocarbures monoterpéniques les plus abondants dans l'huile de kabosu (2002), mais parmi les composants mineurs il faut noter (E)-β-Ocimene (de même que chez l'orange amère daïdaï qui donne la note de sève de pin propre au kabosu). Les hydrocarbures sesquiterpéniques (1 % chez kabosu) sont le β-élémène, le β-farnésène, et germacrène-D. chez les composants oxygénés, les aldéhydes sont plus abondants avec 0,6 %. L'énantiomère (R )-(+)-citronellal est un autre élément caractéristique de l'odeur d'huile essentielle de zeste de kabosu, le profil aromatique a été décrit par Kenichi Tomiyama et al. (2011) énumèrent parmi 154 composants: l'oxyde de rose, le sulfure de menthe et l'indole (note florale) et à titre très dilué le linalol, (2 E )-4,5-époxy-2-décénal, octanal, (4 Z )-décénal, β-citronellol, géraniol et lactone du vin  (qui sont aussi dans l'huile essentielle de sudachi et donne aussi le parfum de pin). K Matsumoto (1982) écrivait: «Les limonoides sont présents en abondance dans les pamplemousses et le kabosu à l'opposé du kumquat et du shikuwasa qui en contiennent relativement peu».

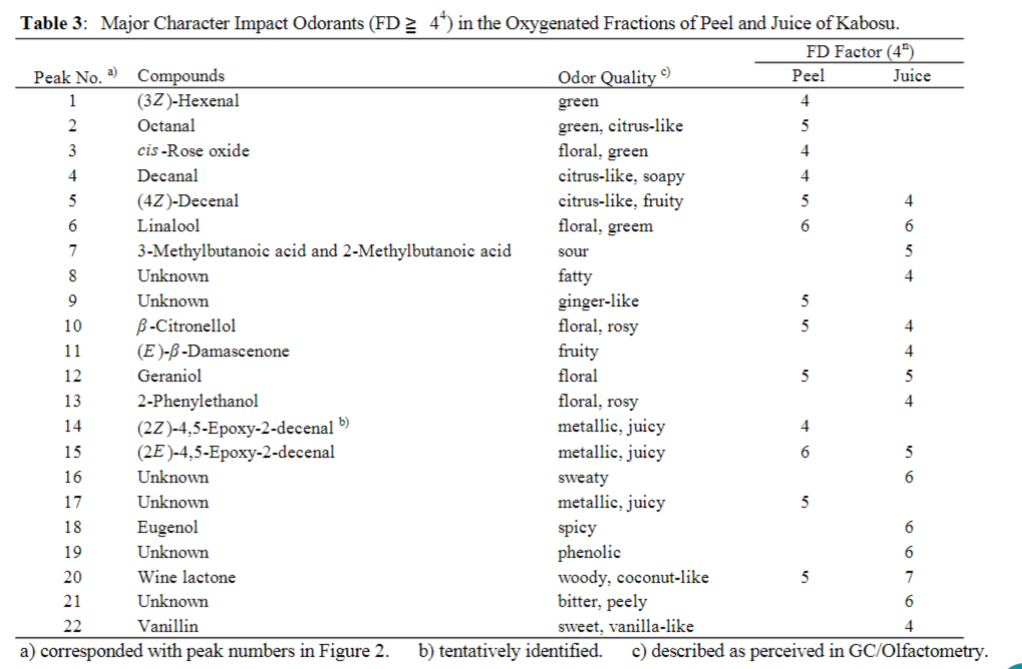
Principaux composants aromatiques de l'huile essentielle de zeste de kabosu (2011, Kenichi Tomiyama et al.). Ce tableau ne donne pas le trans-β-ocimene caractéristique de l'odeur de sève de pin.

L'arôme est bien typé et décrit comme extraordinairement riche et aigre - note de tête piquante, acide et légèrement sucrée. L'huile essentielle de kabosu accompagne avec bonheur celle de gingembre, d'ail et de menthe.

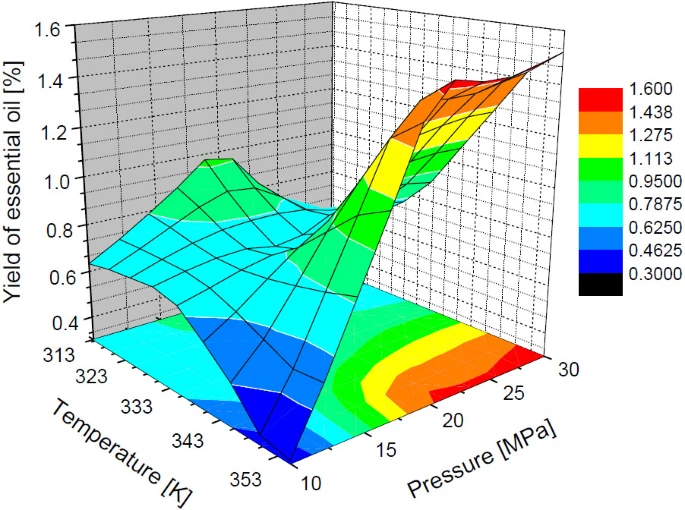
Extraction de l'huile essentielle de kabosu vert, incidence de la température et de la pression sur le rendement (à noter que la qualité de l'huile n'est pas constante)

### Extraction délicate
L'extraction des huiles essentielles de fruits vert donne des rendements de 2,3 % (hydrodistillation), 1,55 % (CO2 supercritique), 0,2 % pression à froid. Le rendement moyen à pression atmosphérique est <1 % et la composition est variable selon la méthode d'extraction.

### Amomathérapie
Les sources japonaises donnent (sans démonstration expérimentale, on sait pour le moins qu'in vitro l'huile essentielle de kabosu et de nombreuses autres huiles essentielles comme la rose de Damas, l'eucalyptus, le fenouil, le géranium, la mandarine, le néroli, etc. réduisent les symptômes de l'anxiété - 2015) des bénéfices variés : anti-stress, qualité du sommeil, fatigue cérébrale, reconstituante, des effets antibactériens/antiviraux, antispasmodiques, etc. on peut lire qu'elle « apaise les nerfs agités causés par la colère, la frustration ».
En modèle murin (2023) l'administration orale d'extrait à l'hexane de kabosu (100 μg/g de poids corporel/jour) réduit le poids corporel, le volume de graisse viscérale et l'accumulation de lipides hépatiques via la régulation de l'expression des gènes liés à la lipolyse hépatique (Pparα et Acox1) à la lipogenèse (Fasn) dans le tissu adipeux blanc de l'épididyme.